# 孟達
孟 達（もう たつ、? - 228年）は、中国後漢末期から三国時代の軍人。字は子敬（しけい）、後に子度（しど／したく）。司隷扶風郡の出身。父は孟佗。子は孟興。甥は鄧賢。
劉璋・劉備に仕えて勢力の確立に貢献したが、後に魏へ降伏し、最後は謀反を起こしたため殺害された。正史三国志に独立した伝は立てられておらず、曹叡・司馬懿・劉曄・法正・劉封・費詩の伝にそれぞれ分散して事蹟が残るのみである。また郤揖（郤正の父）を部下にしていたため、郤正の伝にも記述がある。なお、魏の安定太守を務めた同姓同名の人物がいる。

## 経歴

### 劉備に仕える
父は宦官の張譲に賄賂を贈り、涼州刺史を得た人物として記述が残る。孟達は故郷にいたが、飢饉が起きたため同郷の法正と共に故郷を離れ、益州の劉璋の元に身をよせた。才能・弁舌に優れていたという。
劉璋が漢中の張魯の脅威に備えるため、張松の勧めにより劉備に援軍を求めた時には、法正と共に一軍を率いて出迎えの任に当たった。その後、劉備は孟達を軍勢と共に手元においている。劉備が劉璋と仲違いし益州を奪取した後、宜都太守に任命された。劉備の叔父の劉子敬と同じ字であったため、避諱するために、字を「子度」と改めた。
劉備配下の武将として漢中戦線で活躍し、房陵を攻め取って太守の蒯祺（妻は諸葛亮の長姉）を殺害した。さらに上庸郡へ進撃し、劉封・李厳と共に太守申耽を降伏させた。しかし劉封との関係は、孟達の軍楽隊を劉封が没収する事件が記録に残っている程であり、孟達にとって好ましいものではなかった。

### 劉備に反逆する
荊州を守備していた関羽が北上し樊城を包囲すると、上庸の劉封と孟達も援軍を出すよう求められたが、これに応じなかった。このため、孫権軍の呂蒙の攻勢にさらされた関羽は敗北し、捕殺されてしまった。これを知った劉備は激怒し、劉封と孟達を憎むようになった。孟達は劉封との対立だけでなく、劉備からの処罰も恐れなければならない立場となったため、かくして劉備に対し「（申生・伍子胥・蒙恬・楽毅を例に挙げ）自分自身が同じような目にあってますます痛ましく思うようになりました。自ら房陵・上庸をお返しし、さらに辞任して自らに追放の処分を課すことにしました。『交際を断った後に相手を非難する発言はせず、君のもとを去る臣下は怨みがましい言葉を吐かない』（楽毅が燕王に別れを告げたときの上奏文に基づく）ものだと聞いております。臣は当然君子の教えを奉じておりますが、どうか殿下にもご努力くださいますように」と上表して別れを告げ、4千家を率いて魏に逃亡した。郤揖は孟達の営都督であったが、孟達に従って魏に降伏し、中書令史となった。
孟達が沛郡譙県に到達するや、その謁見に進む有り様はゆったりとして優雅であったため、注目しない者はおらず、将帥の才である、卿相の器であると評された。また、曹丕（文帝）は近くに外出しようとして輦（てぐるま）に乗った際、孟達の手をとり、彼の背中を撫でて「そなたはまさか劉備の刺客ではなかろうな？」とからかって言った。かくして共に輦に乗った。彼に対する待遇が余りに並外れていたため、曹丕の側近の中には孟達を妬んで讒言するものもいたが、曹丕は取り合わなかったという。
後に孟達は、曹丕から散騎常侍・建武将軍に任ぜられ、平陽亭侯に封じられた。また曹丕は、房陵・上庸・西城の三郡を合併して新城郡とし、孟達に新城太守を担当させた。干宝の『晋紀』によると、孟達は新城に着任したばかりの頃、白馬塞に登って「劉封・申耽は、金城千里（広大な要害の地）を根拠地としながら、これを失ってしまった」と慨嘆して言った。
夏侯尚・徐晃と共に上庸を攻撃し、劉封を敗走させた。孟達は劉封に手紙を送って帰順を呼びかけたが、劉封はその言に従わなかった。後に劉封は、孟達に対する圧迫侵害と関羽を救援しなかったことを劉備に責められ、死を賜ることになった。この時に嘆息して「ああ、孟達の言葉を用いなかったばかりに…」といった。
曹丕が孟達を寵愛したが、劉曄や司馬懿は孟達を信の置けない人物と判断し、重用しないよう諫言している。
『傅子』にいう。曹操の時代に魏諷は高い評判をもっていたため、大臣以下皆彼に心を寄せて付き合った。その後、孟達が劉備から離れて曹丕に付くと、論者の内には楽毅の器量があると讃える者が多かった。しかし劉曄は魏諷・孟達を一見するや、いずれも謀反を起こすに違いないといった。結局その言葉通りとなった。
曹丕の没後に曹叡（明帝）が後を継ぎ、親友の桓階・夏侯尚も亡くなると、降将であった孟達は不安になり、今度は呉と通じようとしていたといわれる。

### 魏に反逆する
孟達の反逆の経緯は『蜀書』、『魏略』、『晋書』各書によって差異が大きいが、いずれにせよ、黄初7年に曹丕が没し曹叡が跡を継いだことから、一転して冷遇されたことが原因とされる。
『蜀書』費詩伝によれば、蜀漢の諸葛亮は孟達の近況を魏からの降臣李鴻に聞いた。蜀から魏に降った王沖が諸葛亮は孟達の妻子を誅殺しようと考え劉備がこれを止めたという虚言を述べたが、孟達は諸葛亮は見識に条理が通っておりそんなことはしないとこれを信じず、諸葛亮に深く敬意を示している様子であったという。これを聞いた諸葛亮は孟達を魏との戦いの外援にしようと考えた。蔣琬と費詩にこの計略を述べたところ、費詩は孟達は劉璋、劉備に叛いた不忠、反覆の小子であり、書簡を与える価値はないと反対した。諸葛亮は構わずと手紙を送り、数度のやり取りのうちに孟達は魏への叛意を述べた。ところが諸葛亮は孟達に誠意が無いと考え救助をせず、孟達は司馬懿の征伐軍に敗れ斬られた。
『魏略』によれば、孟達は国境に駐屯すること久しく次々と庇護者が亡くなったため不安となった。諸葛亮はこれを聞くと孟達の寝返りを誘おうと数度手紙を送り孟達はこれに返書を送った。時に魏興太守申儀は孟達と不和であり、隠れて孟達と蜀の密通を朝廷に上表した。曹叡はこれを信じなかったが、数度にわたり申儀が孟達の蜀との二心を主張すると、司馬懿は参軍梁幾を派遣してこれを審査させ孟達に洛陽へ入るように勧めた。孟達はこれに驚き遂に謀反をおこした。申儀は蜀に通じる道を遮断し、救援を求められないようにした。討伐軍として派遣された司馬懿は孟達の大将李輔と甥の鄧賢を誘ったところ、鄧賢らは城門を開いて軍勢を引き入れた。孟達は包囲されること十六日で敗北した。その首は、洛陽の大通りの四辻で焼かれたとある。
『晋書』宣帝紀によれば、諸葛亮は孟達が劉備を裏切ったことを憎み、蜀への災いになると恐れていた。諸葛亮は孟達と申儀が不和であったことに付け込み、謀反を促すために郭模という男を偽降させ孟達の密謀を申儀に漏らした。これを知った孟達は果たして挙兵した。司馬懿は孟達の速断を恐れ、時間を稼ぐため、孟達に丁寧な書簡を送って迷わせ、孟達がすぐに挙兵しないよう謀った。孟達はこれに騙され「宛は洛陽から八百里の距離にあり、私のいる新城郡から千二百里の距離にあります。司馬懿が城に来るには、まず言上して帝意を汲まねばならず、手続きも含めれば一ヶ月近くかかるでしょう。その間に我が方は十分に防備を固められます」という内容の手紙を諸葛亮に送っていたという。しかし孟達の予想に反し、司馬懿は孟達の4倍の兵を率いて、州泰の先導下で昼夜兼行の進軍を強行し、僅か8日で上庸まで辿り着き孟達を攻撃した。上庸城は三方を川に囲まれた要害であった。しかし司馬懿の予想外の進軍の速さに、孟達陣営では甥の鄧賢など反逆者が続出し、孟達は半月ほどで敗れ斬殺された。首は洛陽に送られ晒された。また申儀も司馬懿に勅命を詐称した罪に問われ逮捕され都に送られた。
『文選』「晋紀総論」注引干宝『晋紀』の記述では、司馬懿は孟達を斬るのみならず、10年後の襄平城（遼隧の戦いを参照）と同様に上庸城の屠城（住民の皆殺し）を行っている。
子は蜀に仕えたが、蜀の滅亡後に故郷の扶風郡へ帰った。

## 三国志演義
小説『三国志演義』では字は子慶となっている。当初から張松や法正と共に劉備を益州に迎え入れ、打倒劉璋の策を練っていたことになっている。関羽死亡前後の動静は正史とほぼ同様であるが、劉封に積極的に関羽を見殺しにするよう進言している。曹丕即位後に、司馬懿が提案した蜀を五つの道から攻める計略により蜀に侵攻するも、諸葛亮の策で友人の李厳と対峙することになってしまい、良心の呵責から戦わずに軍を引き揚げている。他にも司馬懿の軍勢に城を囲まれた時に、徐晃を弓で射殺している。

## 脚註
1. ↑  劉備の叔父の名が敬であった為、避諱して改名した
2. ↑  『蜀書』「劉封伝」より。
3. ↑  『襄陽耆旧記』
4. ↑  蜀書「劉封伝」所引の『魏略』
5. ↑  『三国志』「魏書 明帝紀第三」
6. ↑  『三国志』「魏書 劉曄伝」
7. ↑  李厳もまた孟達に書状を送っており、重責を託されたことを深く憂いてよき伴侶を得たいと思っていると述べている。(『三国志』「蜀書 李厳伝』)
8. ↑  『三国志』「魏書 明帝紀及蜀書劉封伝注引魏略」